# Knøttet
Knøttet är en kulle i Antarktis. Den ligger i Östantarktis. Norge gör anspråk på området. Toppen på Knøttet är 1 653 meter över havet.
Terrängen runt Knøttet är huvudsakligen lite kuperad. Trakten är obefolkad. Det finns inga samhällen i närheten.